# Neuroloma
Neuroloma là một chi rêu trong họ Andreaeaceae.